# Helius (Helius) barbatus
Helius (Helius) barbatus is een tweevleugelige uit de familie steltmuggen (Limoniidae). De soort komt voor in het Oriëntaals gebied.